# Steffen Zesner
Steffen Zesner (n. 28 septembrie 1967, Herzberg, Brandenburg, Germania) este un înotător german, medaliat olimpic. A participat la 3 ediții ale Jocurilor Olimpice (1988, 1992, 1996) în care a câștigat o medalie de argint și 3 medalii de bronz.